# 수원화성박물관
수원화성박물관은 경기도 수원시 팔달구 소재의 박물관이다.

## 연혁
- 2004년 5월 30일 수원도시관리계획 시설결정(박물관)
- 2006년 7월 28일 문화재 시굴조사 및 현상변경 허가 완료(문화재청)
- 2006년 7월 31일 공사착수(기공식)
- 2006년 10월 12일 번암 채제공 선생 유물 기증
- 2008년 12월 31일 수원화성박물관 준공
- 2009년 3월 4일 박물관 사무실 및 편의공간 조성
- 2009년 3월 23일 수원화성박물관 직제 신설
- 2009년 4월 27일 수원화성박물관 개관
- 2009년 5월 19일 1종 박물관(전문) 등록
- 2010년 3월 찾아가는 박물관 운영
- 2010년 3월 26일 "국악 꽃피다" 상설 공연 개막
- 2010년 4월 21일 제3기 수원화성박물관대학 개강
- 2010년 4월 27일 개관1주년 특별기획전 "화성의 웅혼, 장용영" 개막
- 2010년 7월 7일 수원화성박물관 2010년 학술대회 개최
- 2010년 7월 13일 기획전 "화성, 그림을 품다" 개막
- 2010년 9월 29일 제4기 수원화성박물관대학 개강
- 2010년 10월 5일 기획전 "정조의 명신을 만나다" 개막
- 2011년 3월 10일 2011년 1차 기획전 "한·일 세계문화유산 사진전"
- 2011년 3월 24일 제6차 명사특강(시는 무슨 일을 하는가 - 신경림)
- 2011년 4월 27일 2011년 개관 2주년기념 기획전 "제왕으로 가는길"
- 2011년 4월 27일 제7차 명사특강(정조의 어린시절 - 정병설)
- 2011년 10월 6일 2011년 3차 기획전  마음으로 그린 꿈, 역사로 이어지고'
- 2011년 10월 6일 제8차 명사특강(수원화성 복원설계에 관하여 - 장순용)
- 2011년 10월 27일 2011년 학술대회 - 동아시아 건축도면의 역사와 특징
- 2012년 2월 23일 2012년 1차 특별기획전 "용을 품은 도시, 수원화성"
- 2012년 5월 2일 제7기 수원화성박물관대학
- 2012년 5월 5일 어린이날 기념 체험행사
- 2012년 6월 1일 2012년 2차 특별기획전 "사도세자"
- 2012년 6월 28일 2012년 1차 학술대회 "사도세자의 생애와 활동"
- 2012년 9월 26일 제9차 명사특강(조성을 교수)
- 2012년 10월 17일 제8기 수원화성박물관대학
- 2012년 10월 24일 2012년 3차 특별기획전 "한중일 전통목조건축 대목장의 세계"
- 2012년 10월 25일 2012년 2차 학술대회 " 한중일 전통목조건축 대목장의 기예"
- 2012년 12월 10일 제10차 명사특강(김동욱 교수)
- 2013년 5월 3일 2013년 1차 특별기획전 " 팔달문, 가까이 늘 우리 곁에"
- 2013년 5월 4일 어린이날 기념 체험행사
- 2013년 5월 15일 제9기 수원화성박물관대학
- 2013년 7월 18일 2013년 1차 학술대회 " 팔달문에 나타난 18세기 목조건축기술의 특징"
- 2013년 8월 8일 수원화성복원 40주년 기념 좌담회 "1970년대 수원화성복원사업의 회고와 전망"
- 2013년 8월 29일 2013년 2차 특별기획전 "1970년대 수원화성, 복원과 기록 - 수원성복원정화작업 40주년”
- 2013년 10월 23일 제10기 수원화성박물관대학
- 2013년 10월 25일 박물관대학원(인문학사 양성과정)
- 2013년 11월 28일 2013년 3차 특별기획전 "번암 채제공"
- 2013년 12월 5일 제12차 명사특강(조선미 교수)
- 2013년 12월 5일 2013년 2차 학술대회 "번암 채제공의 생애와 활동"

## 관람 안내
이용 시간
- 관람시간: 오전 9시 ~ 오후 6시
- 매표시간: 오전 9시 ~ 오후 5시[관람시간 종료 1시간 전까지]
- 무료입장 안내: 매년 1월 1일, 매달 마지막 수요일, 설날당일, 추석당일은 무료입장 가능. (단, 해설사 안내, 상설체험, 교육은 불가)

휴관일
- 매월 첫째주 월요일만 휴관 (단, 수원시박물관 운영조례 제2장제4조(개관 및 휴관)에 따라 휴관일이 공휴일일 경우에는 그 다음 날을 휴관일로 함.)
- 기타 지정 휴관일 (휴관시 홈페이지 공지)